# Otus umbra
Otus umbra là một loài chim trong họ Strigidae.